# Castelo de Fischbach
O Castelo de Fischbach (em luxemburguês Schlass Fëschbech) é uma residência privada da família grã-ducal de Luxemburgo, localizada próximo da cidade de Fischbach, no centro de Luxemburgo. É atualmente (outubro de 2020) a residência do grão-duque herdeiro Guilherme e sua família. 

## História
O Castelo de Fischbach tem a mais longa história entre todos os castelos do Luxemburgo. A propriedade de Fischbach foi originalmente propriedade da Abadia de Echternac, que foi a instituição religiosa mais rica do grão-ducado por vários séculos. O primeiro senhor feudal independente da Igreja, Udo de Fischbach, está registado como tendo tomado posse do castelo em 1050. Posteriormente, o local passou por várias alterações e renovações e em 1635, durante a Guerra dos Trinta Anos, foi completamente destruído. 
Durante o segundo quarto do século XIX, o castelo foi comprado por Auguste Garnier, um industrial e metalúrgico que transformou a propriedade num centro industrial ao ceder o local para a SA Belga dos Altos Fornos. Em 1850, o castelo foi adquirido pela primeira vez por um chefe de Estado, quando o Grão-duque Guilherme II comprou a propriedade para consolidar o seu controle político sobre Luxemburgo e para aplacar a população local após a Revolução Belga. Ele imediatamente ordenou a demolição dos alto-fornos de Garnier. Em 1891, o Grão-Duque Adolfo tornou-se o proprietário. 
Durante a ocupação nazi da Segunda Guerra Mundial, Fischbach foi convertido numa casa de repouso para artistas alemães, chamado Künstlerheim Fischbach. Apesar da designação, Fischbach não conseguiu impedir o saque de obras de arte que ocorreu noutros palácios do Luxemburgo. Contudo, ao contrário do que aconteceu noutras residências reais, não foi renovado ou parcialmente demolido para se adaptar às intenções nazis, estando em condições habitáveis quando a Grã-duquesa Carlota regressou do exílio. 
Devido à inadequação dos outros palácios reais, Carlota continuou a viver em Fischbach depois da guerra e tomou gosto pelo local. Mesmo após a restauração completa do Castelo de Berg e do Palácio Grão-ducal, a Grã-duquesa Carlota permaneceu em Fischbach durante o resto do seu reinado. De facto, mesmo depois da sua abdicação, em 1964, em favor do seu filho, João, decidiu continuar a viver em Fischbach até à sua morte, ocorrida em 1985. Dois anos depois da morte de Carlota, o Príncipe Herdeiro Henrique e a sua esposa, Maria Teresa, mudaram-se para o castelo, onde viveram até que Henrique sucedeu a seu pai, João, como Grão-Duque do Luxemburgo, em 2000. 

## Residentes oficiais recentes
1945 a 1985: grã-duquesa Carlota e sua família
1987 a 2002: grão-duque Henrique e sua família  
2002 a 2019: grão-duque João e sua esposa Joséphine-Charlotte  
2019 até a atualidade: grão-duque herdeiro Guilherme e sua família  